# Nicola Pagett
Nicola Mary Scott (El Cairo, 19 de junio de 1945-Londres, 3 de marzo de 2021), conocida artísticamente como Nicola Pagett, fue una actriz británica.

## Trayectoria
Nacida en El Cairo, pasó la mayor parte de su infancia fuera de Gran Bretaña, en Hong Kong, Chipre y Japón, ya que su padre trabajaba para una importante compañía petrolífera. Estudió en el Saint Maur International School, en Yokohama, la escuela internacional más antigua de Asia. En 1962 ingresó en la Royal Academy of Dramatic Art, en la que estudió durante dos años.
En 1964 comenzó su carrera artística en diversas producciones de la Worthing Repertory Company. Su aparición en la obra de televisión Girl in the Picture llamó la atención de Robert Helpmann que la contrató para trabajar junto a Vivien Leigh en la obra La Contessa.
El pico de su popularidad llega en la década de 1970, cuando fue seleccionada para interpretar el personaje de Elizabeth Bellamy en la famosa serie de televisión Upstairs, Downstairs. Posteriormente, tuvo importantes apariciones televisivas como la adaptación que la BBC hizo de la novela Anna Karenina (1977), interpretando al personaje protagonista, la serie A Bit of a Do (1989) o la sitcom Ain't Misbehavin (1994-1995).
En cuanto a su paso por el cine, pueden mencionarse The Viking Queen (1967), Come Back Peter (1969), Ana de los mil días (1969), There's a Girl in My Soup (1970), Frankenstein: The True Story (1973), Operation Daybreak (1975), Oliver's Story (1978) y An Awfully Big Adventure (1995).
Su trayectoria teatral incluye los montajes de Viejos tiempos (1985), de Harold Pinter y Lo que vio el mayordomo (1995), de Joe Orton.

## Vida privada
Casada con el guionista Graham Swannell, con el que tuvo una hija. Se divorciaron en 1998.
En los años 1990 desarrolló un desorden bipolar, que la llevó, entre otras cosas, a mostrar una obsesión enfermiza hacia el político Alastair Campbell.
Falleció el 3 de marzo de 2021, a los 75 años, debido a un tumor cerebral.